# Planskild korsning

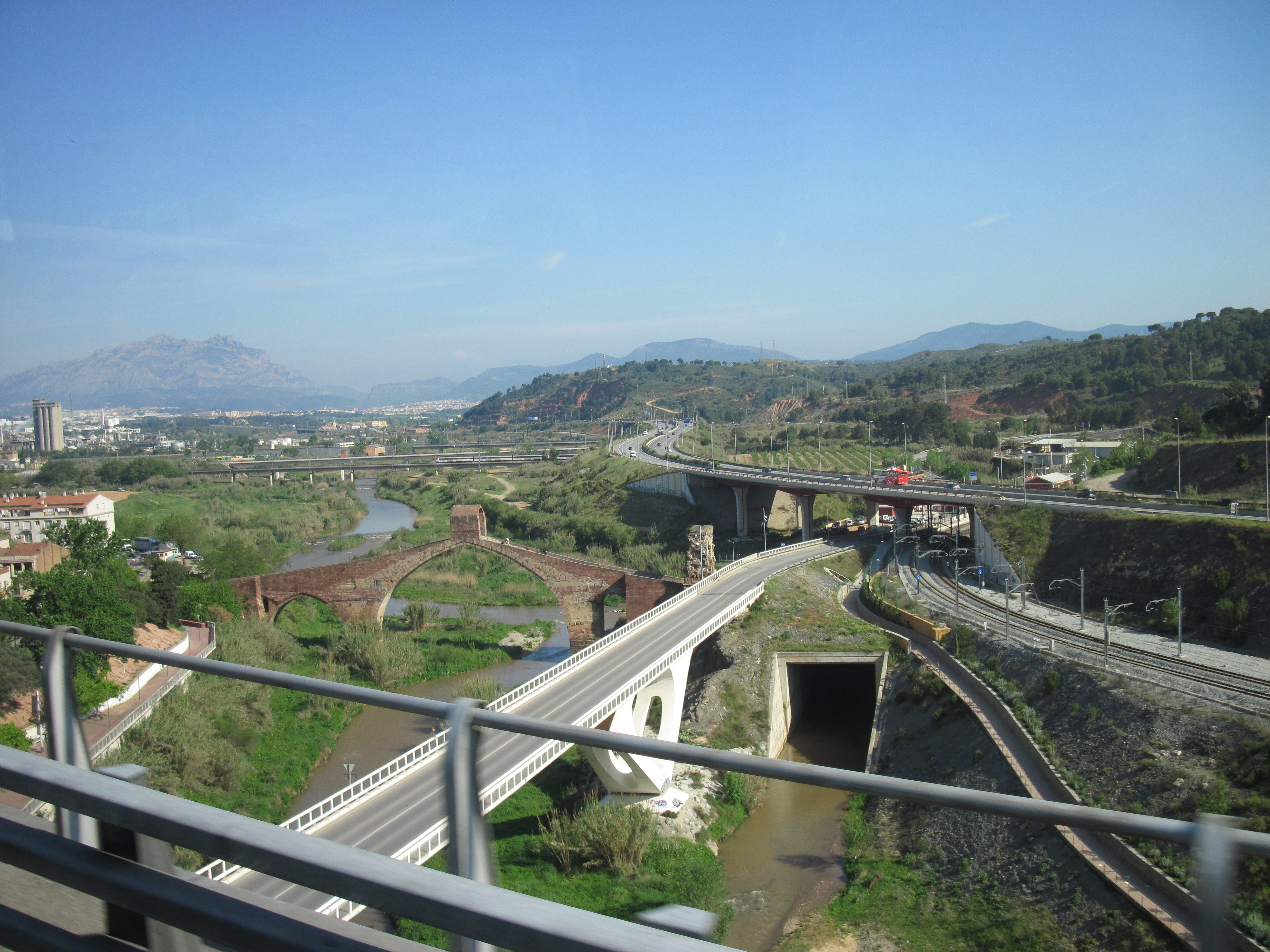
Planskilda korsningar i Spanien.

En planskild korsning är en korsning där vägar och/eller järnvägar/spårvägar korsar varandra i skilda plan, det vill säga så att korsande rörelser kan ske samtidigt utan att påverka varandra.
Planskilda korsningar innebär att vägen eller järnvägen går på broar för att inte påverka varandra. På järnvägar eftersträvar man att få så många planskilda korsningar som möjligt. Detta för att få ökad säkerhet och minska antalet olyckor.
Vägar som är klassade som motorväg och motortrafikled har alltid planskilda korsningar. Detta har fördelen att trafiksäkerheten ökar. För att ta sig till eller från en motorväg finns det speciella ramper vid på- och avfarter.